# Road to Nowhere (canción)
«Road to Nowhere» es una canción interpretada por la banda estadounidense de rock Talking Heads. Escrita por el vocalista David Byrne, «Road to Nowhere» fue lanzada como la novena y última canción del sexto álbum de estudio de la banda Little Creatures (1985). Más tarde, la canción fue publicada como el segundo sencillo de Little Creatures en septiembre de ese mismo año, y alcanzó el puesto #6 en la lista de sencillos del Reino Unido.

## Video musical
El videoclip de la canción fue dirigido por Byrne y Stephen R. Johnson, y presenta a la banda y varios objetos que giran, incluidas cajas que giran alrededor de la cabeza de David Byrne, así como a una pareja de hombres de negocios enmascarados que envejecen golpeándose con maletines y un carrito de compras fuera de control, como si estuvieran en su propio “camino a ninguna parte”.
Algunas partes se rodaron en el patio trasero y en la piscina del actor Stephen Tobolowsky, quien coescribía la película True Stories de Byrne en ese momento. El director Johnson reutilizó algunas de las técnicas de efectos en los videos premiados de Peter Gabriel al año siguiente: «Sledgehammer» y «Big Time».
Fue nominado a Mejor Video del Año en los MTV Video Music Awards de 1986.

## Lista de canciones
Todas las canciones escritas y compuestas por David Byrne.
UK 7" sencillo
1. «Road to Nowhere» – 3:58
2. «Television Man» – 6:10

US 7" sencillo
1. «Road to Nowhere» – 3:59
2. «Give Me Back My Name» – 3:20

## Créditos y personal
Créditos adaptados desde las notas de Little Creatures.
Talking Heads
- David Byrne – voz principal y coros, guitarra eléctrica
- Jerry Harrison – órgano y coros
- Tina Weymouth – bajo y coros
- Chris Frantz – batería

Músicos adicionales
- Andrew Cader – tabla de lavar
- Erin Dickens – coros
- Diva Gray – coros
- Jimmy Macdonell – acordeón
- Lenny Pickett – saxofón
- Steve Scales – pandereta

## Posicionamiento
| Gráfica (1985–86)                                  | Pico de posición |
| -------------------------------------------------- | ---------------- |
| Alemania (Offizielle Top 100)                      | 6                |
| Australia (Kent Music Report)                      | 16               |
| Austria (Ö3 Austria Top 40)                        | 9                |
| Bélgica (Flandes) (Ultratop 50 Singles)            | 9                |
| Canadá (RPM Top Singles)                           | 51               |
| Estados Unidos (Billboard Mainstream Rock Airplay) | 25               |
| Irlanda (Irish Singles Chart)                      | 6                |
| Nueva Zelanda (Recorded Music NZ)                  | 5                |
| Países Bajos (Single Top 100)                      | 10               |
| Reino Unido (UK Singles Chart)                     | 6                |
| Suiza (Schweizer Hitparade)                        | 15               |

## Certificaciones y ventas
| País              | Certificación | Ventas  |
| ----------------- | ------------- | ------- |
| Reino Unido (BPI) | Plata         | 200,000 |